# Voorrangsweg
Een bestuurder die op een voorrangsweg rijdt moet voorrang krijgen van bestuurders op alle kruisende wegen.
Een voorrangsweg wordt aangegeven met het verkeersbord voorrangsweg. Het einde ervan wordt aangegeven door het bord einde voorrangsweg. Op de zijwegen van een voorrangsweg vindt men het driehoekige bord nadering voorrangsweg of het achthoekige stopbord. Als de voorrangsweg overgaat in een niet-voorrangsweg, dan wordt dit eenmalig aangegeven met het bord einde voorrangsweg. Vanaf dat moment heeft het verkeer van rechts voorrang. Het bord einde voorrangsweg staat ook weleens op enige afstand voor een kruisende voorrangsweg, eventueel in combinatie met het bord nadering voorrangsweg en een onderbord dat aangeeft over hoeveel meter de niet-voorrangsweg wordt gekruist door een voorrangsweg.
Autowegen en autosnelwegen zijn in principe altijd voorrangswegen, hetgeen betekent dat verkeer van een oprit altijd voorrang moet verlenen aan verkeer op de weg zelf. Dit kan in principe niet door te stoppen (want dit is op dit type weg verboden), maar door vaart in te houden.
Op de rijbaan van een voorrangsweg buiten een bebouwde kom is het parkeren verboden. Dit verbod geldt niet voor de berm, maar alleen voor de rijbaan.

Voorrangsweg
Einde voorrangsweg
Voorrang verlenen aan de bestuurders op de kruisende weg
Idem, maar verplicht stoppen voor de stopstreep

## Nederland

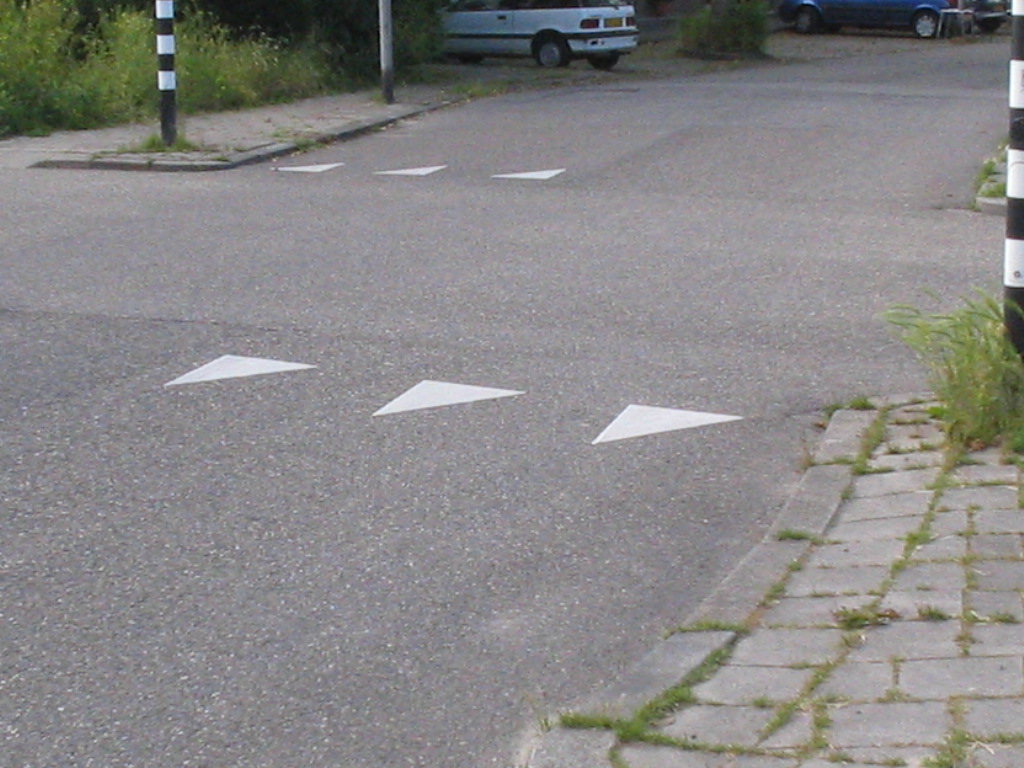
Haaientanden op het wegdek

Tot 1936 hadden bestuurders die van rechts kwamen normaal gesproken altijd voorrang. Voor kruisingen van grote hoofdwegen met kleinere wegen voldeed die regeling niet langer, en in navolging van de Nederland omringende landen werden in 1936 formeel voorrangswegen ingevoerd. De eerste daadwerkelijke aanwijzingen van voorrangswegen vonden in 1937 plaats. Aanvankelijk ging het daarbij om de meeste wegen van het rijkswegennet en enkele belangrijke provinciale wegen in het noordoosten van het land.
Voorrangswegen werden aanvankelijk aangegeven met een op de punt staand vierkant bord met oranje vlak en witte rand, of met hectometerpalen met oranje kop. In het RVV 1990 zijn de oranje vlakken op de borden vervangen door gele. Met ingang van datzelfde RVV 1990 hebben haaientanden op het wegdek zelfstandige juridische betekenis gekregen, dus ook zonder het op de punt staande driehoekige bord gebieden deze de bestuurder op de zijweg de kruisende bestuurders voor te laten gaan.
In de bebouwde kom wordt het bord voorrangsweg voor elke zijweg herhaald, buiten de bebouwde kom is dit op enige afstand na elke zijweg. Op autosnelwegen wordt dit bord niet geplaatst na toeritten, en op autowegen niet na vloeiende opritten.